# Аспермия
Аспермия е липса на секреция или на отделяне семенна течност по време на еякулация. Не бива са се бърка с азооспермия, която представлява липса на сперматозоиди в еякулата. Аспермията е свързана с безплодие.
Една от причините за аспермия е ретроградна еякулация, която може да се дължи на употребата на наркотични вещества или хирургическа интервенция на простатата. Друга причина за аспермия е обструкцията на еякулаторния канал, което води до пълна липса или минимална по обем семенна течност (олигоспермия) при еякулация, съдържаща единствено секрет от простатната жлеза.